# Kamen Rider Black RX
Kamen Rider Black RX (仮面ライダーBLACK RX Kamen Raida Burakku Āru Ekkusu, "Masked Rider Black RX") là một loạt chương trình  truyền hình tokusatsu siêu anh hùng của người Nhật sản xuất như là một phần của Kamen Rider. Các chương thứ chín trong nhượng quyền thương mại, đó là một sự hợp tác chung giữa Ishimori Productions và Toei Company, và phát sóng trên Mainichi Broadcasting System và Tokyo Broadcasting System từ ngày 23 tháng 10 năm 1988 đến 24 Tháng Chín 1989 với tổng cộng 47 tập. Bộ phim là một phần tiếp theo trực tiếp đến Kamen Rider Black và đầu tiên có một đội lên với Riders qua kể từ năm 1984 truyền hình đặc biệt Birth of the 10th! Kamen Riders All Together!!.
Bộ phim được chuyển thể bởi Saban ở Bắc Mỹ với tên gọi Masked Rider. Các sự Mỹ đặc trưng là một câu chuyện rất nhiều thay đổi và tất cả các nhân vật mới, trong một nỗ lực để phù hợp với bộ phim như là một spin-off của loạt phim Power Rangers.
Đây là phần cuối cùng của Kamen Rider được sản xuất trong thời kỳ Shōwa và lần đầu tiên được sản xuất trong thời kỳ Heisei -tập 11 đã bị hoãn lại một tuần sau cái chết của Thiên hoàng Chiêu Hòa

## Cốt truyện
Sau sự sụp đổ của Gorgom, Kotaro Minami đã nhận công việc của một phi công trực thăng trong một doanh nghiệp thuộc sở hữu của gia đình Sahara, người cũng đã đưa anh vào ngôi nhà của họ. Kotaro sau đó bị bắt bởi Crisis Empire và chúng bắt anh tham gia vào một vị trí trong nhóm của chúng. Khi Kotaro từ chối, King Stone của anh bị vỡ tan và bị ném vào không gian nơi mà bức xạ của mặt trời đột biến King Stone và anh biến thành Kamen Rider Black RX. Với sức mạnh mới của mình, anh chiến đấu với Đế chế Khủng hoảng và cản trở kế hoạch chiếm lấy Trái Đất của chúng.

## Nhân vật

### Riders
| Kamen Rider Black RX | Kotaro Minami |
| Robo Rider           | Kotaro Minami |
| Bio Rider            | Kotaro Minami |

Kotaro Minami / Kamen Rider Black RX (南 光太郎／仮面ライダーBLACK RX (Nam Quang Thái Lang) Minami Kōtarō/ Kamen Raidā Burakku Āru Ekkusu, 1-26, Kamen Rider: Run All Over the World & 27-47): Nhân vật chính của phim. Sau thất bại của Gorgom trong serie trước đó, Kamen Rider Black, Kotaro bị mất nhà cửa cho đến khi anh được gia đình Sahara đưa vào sống chung với họ. Anh trở thành phi công trực thăng cho công việc kinh doanh của gia đình họ nhờ vào mối liên kết với họ, bắt đầu một cuộc sống mới cho chính anh. Thật không may, Kotaro sau đó bị bắt cóc vào tàu mẹ của Crisis Empire. Đế chế Khủng hoảng nhận thức được danh tính của anh là Black và đưa cho anh một lời đề nghị tham gia cùng chúng. Kotaro từ chối và chiến đấu trở lại nhưng khả năng biến đổi của anh bị vô hiệu hóa. Anh bị đẩy ra ngoài vũ trụ, lơ lửng một cách vô vọng trong không gian cho đến khi bức xạ mặt trời làm thay đổi King Stone của anh. Khi anh rơi vào bầu khí quyển Trái Đất, Kotaro đã sống sót một cách kỳ diệu và ngay lập tức phát hiện ra rằng anh đã có được một sức mạnh mới trong hình dạng rider tiến hoá của mình. Với sức mạnh mới của mình, Kotaro đã giao chiến với lực lượng của Đế chế Khủng hoảng với tư cách là "Child of Sun" (太陽の子 Taiyō no Ko) - Black RX. Cuộc chiến của Kotaro kéo dài và mệt mỏi. Trong lúc đó, con gái Hitomi của gia đình Sahara bị Maribaron bắt cóc trong một âm mưu biến cô thành người thừa kế sự sống duy nhất của Đế chế Khủng hoảng. Kotaro cố gắng giải cứu cô bằng cách lợi dụng Deathgaron nhưng chỉ đáp xuống Desert of Death của Demon World. Sau đó, anh rơi vào một cái bẫy được thiết lập bởi Maribaron. Deathgaron giết chết Hitomi nhưng trong nỗi đau buồn và đau khổ, RX thức tỉnh một sức mạnh Rider mới, "Prince of Sadness" (悲しみの王子 Kanashimi no Ōji) - Roborider (ロボライダー Robo Raidā). Sử dụng sức mạnh của mình, RoboRider đã làm Deathgaron bị thương nặng trước khi biết rằng Hitomi bị giết là một kẻ giả mạo và người thật đang được đưa đến Valley of Miracles. Trên đường đi, anh gặp Joe the Haze, người chịu sự kiểm soát của Nexticker, giải thoát anh trước khi họ và Shigeru bị Maribaron và Công chúa Karuoriya bắt giữ. Sau khi họ thoát ra, Kotaro nhận ra công chúa chính là Hitomi, người đã bị bắt cóc để thay thế công chúa thực sự đã chết và bị khống chế bởi thác nước gần đó. Khi anh cố gắng khôi phục trí nhớ của Hitomi, Kotaro buộc phải đầu hàng khi Triplon bắt được Shigeru và Joe. Kotaro sau đó được đặt vào một căn phòng cho một cái lỗ được thiết kế để chống lại khả năng của RX và RoboRider cho một cái chết đau đớn chậm chạp. Cơn thịnh nộ của anh để cứu tất cả đã thức tỉnh một hình thức mới khác, "Prince of Anger" (怒りの王子 Ikari no Ōji) - Biorider (バイオライダー Baio Raidā). Sau khi giết Triplon, với sự giúp đỡ của Shigeru, Kotaro đã thành công trong việc giúp Hitomi lấy lại trí nhớ khi cô và những người khác được trở về thời kỳ ban đầu của họ bởi những người sống trong thung lũng. Chỉ có Joe và những đứa trẻ Sahara biết danh tính của mình, Kotaro trở về Trái Đất. Vào giữa bộ phim, Shadow Moon bí ẩn quay trở lại để tìm cách trả thù anh, ngay sau đó, Shadow Moon cuối cùng đã bị đánh bại khi RX đâm Revolcane qua King Stone của Shadow Moon, dường như Kotaro đã khơi dậy nhân tính của Nobuhiko ngay trước khi anh ta chết sau khi cứu hai đứa trẻ. Nhìn vào xác chết của Nobuhiko, Kotaro nhớ lại hành động của Shadow Moon và quyết định rằng cuối cùng, Shadow Moon thực sự quay trở lại thành Nobuhiko. Sau đó, anh mang thân hình của Nobuhiko bây giờ để đặt ở một nơi mà anh ta có thể yên nghỉ. Trong tập cuối, anh được 10 Kamen Rider kỳ cựu giúp đỡ để tiêu diệt Đế chế Khủng hoảng.
Khi bắt gặp quái vật Gorgom, anh intones: Henshin! (変身！ Henshin!)

### Đồng minh
- Reiko Shiratori (白鳥 玲子 Shiratori Reiko?, 1-3, 5-12, 14-19, 21, 23-26, 28-30 & 32-47): là một nhiếp ảnh gia 20 tuổi, đồng nghiệp và cũng là bạn gái của Kotaro, giúp anh trước và sau khi biết anh là RX. Tính cách của cô giống như làn da của chị gái cô, rất biết quan tâm và chăm sóc mọi người đặc biệt là Kotaro. Cô thường kéo Kotaro và bạn bè của mình tới nhiều nơi khác nhau và tham gia vào việc khám phá các âm mưu của Crisis Empire. Trong tập 29, cô và Kyoko Matoba biết rằng Kotaro là RX. Sau khi biết Kotaro là RX, cô bắt đầu rèn luyện karate cho bản thân để chiến đấu với tay sai của Đế chế khủng hoảng. Cô cũng có nền tảng về karate khi từng học ở trường. Là một nhiếp ảnh gia, cô thường nói với Kotaro rằng đó là tác phẩm của Crisis khi một sự cố bí ẩn xảy ra. Mối quan hệ với Kotaro dường như không chỉ là một người bạn và không phải là một người yêu, nhưng đôi khi có những mô tả thu hút cô vì sự thân thiết với Kotaro. Sau khi Đế chế khủng hoảng bị hủy diệt, cô tiếp tục hoạt động của mình với tư cách là một nhiếp ảnh gia.
- Joe the Haze (霞のジョー Kasumi no Jō?, 15-26 & 37-47): là bậc thầy của phong cách chiến đấu Kasumi Kenpo. Anh là một trong những người bạn thân nhất của Kotaro và được coi là thân thiết như với Nobuhiko. Joe ban đầu là một người đến từ Trái Đất, người sẵn sàng cho phép Đế chế Khủng hoảng biến anh ta thành một cyborg, mất hết ký ức về quá khứ và tên thật của anh ta. Dưới sự điều khiển của Nexticker, Joe đã tấn công Kotaro trong nỗ lực cứu Hitomi, trở thành đồng minh của Kotaro khi mà anh lấy lại được ý thức. Cuối cùng anh bị thương bởi Bosgan trong trận chiến của RX với Gynagingam. Anh sớm bình phục và quay lại giúp đỡ Kotaro.
- Kyoko Matoba (的場 響子 Matoba Kyōko?, 29-30 & 38-47): là một nữ sinh trung học ESP có kỹ năng cầm cung. Cha cô, Yusuke Matoba và mẹ cô, Misako Matoba đã bị sát hại bởi Mundayganday (ムンデガンデ Mundegande?, 29). Cô quyết định giúp RX chiến đấu với Đế chế Khủng hoảng để trả thù cho cha mẹ và khoả lấp chỗ trống mà họ để lại. Mặc dù cô ấy là một cô gái trầm lặng, nhưng cô ấy có một nội tâm mạnh mẽ và cô ấy dành một khoá huấn luyện đặc biệt bản thân mình để phát triển khả năng tâm linh. Trước khi thao túng nước, cô có thể điều khiển tất cả mọi thứ trong tự nhiên như thực vật và đá. Sau quá trình huấn luyện đặc biệt, cô hợp tác với RX khi được tâm lý vận động, khả năng điều khiển nước, khả năng quan sát từ xa qua nước và khả năng tạo ra nước. Tuy nhiên, nếu sử dụng nhiều công năng sẽ tiêu hao rất nhiều thể lực. Với kỹ năng của mình, cô đã cứu được RX trong những tình huống khó khăn. Cô cũng thể hiện sự can đảm và mạo hiểm, chẳng hạn như thâm nhập vào Crisis Empire với tư cách là gián điệp và tấn công hang ổ của chúng. Sau sự hủy diệt của Đế chế Khủng hoảng, cô sống với hai anh em nhà Sahara, những người cũng đã mất cha mẹ, chăm sóc chúng thay cho họ.
- Gia đình Sahara (佐原家 Sahara Ke?): là những người đã nhận Kotaro và cho anh một công việc trong doanh nghiệp máy bay trực thăng Sahara Airlines của họ. Con trai Shigeru của họ là người đầu tiên biết Kotaro là RX. Thật không may, Shunkichi và Utako đã bị General Jark (trong hình dạng Jark Midler) giết chết trong tập 46.
  - Shunkichi Sahara (佐原 俊吉 Sahara Shunkichi?, 1-46): là người cha 40 tuổi trong gia đình Sahara và hay tranh cãi với vợ của mình. Là ông chủ của Sahara Airlines nơi Kotaro làm việc. Ông đã nhận Kotaro làm con nuôi và là nhân vật hàng đầu đã bảo vệ và phục hồi Kotaro, người đã bị tàn phá cả về thể chất lẫn tinh thần do trận chiến với Gorgom. Kotaro có bằng lái máy bay trực thăng vì ý tưởng của ông rằng ông muốn Kotaro có một mục đích sống. Ông thậm chí không biết rằng Kotaro là RX cho đến cuối cùng. Con gái Hitomi đã từng trượt ngã khi biết Kotaro là RX, nhưng lại phì cười vì "what is stupid" (tập 35). Trong tập 46, Jark Midler (General Jark) cố gắng bắt Shigeru và Hitomi làm con tin để lật đổ RX.
  - Utako Sahara (佐原 唄子 Sahara Utako?, 1-46): là người mẹ 36 tuổi trong gia đình Sahara và hay tranh cãi với chồng của mình. Chồng bà nhận Kotaro là con nuôi nên bà là dì của Kotaro. Giống như chồng mình, bà luôn ủng hộ Kotaro nhưng cũng có những lúc bà cảm thấy nghi ngờ về Kotaro vì những sự việc bí ẩn xảy ra xung quanh anh ấy. Vì vậy, khi các con của bà liên quan đến vụ việc, bà thường mất bình tĩnh và đổ lỗi cho Kotaro theo cảm xúc của mình, và có nhiều trường hợp Reiko và Joe đổ lỗi cho anh ấy. Nếu bà không đồng ý với Toshikichi, bà sẽ thường xuyên xảy ra cãi vã. Giống như Toshikichi, bà đã không được thông báo cho đến cuối cùng biết rằng Kotaro là RX. Trong tập 46, cả hai người đều bị giết bởi Jark Midler trong nỗ lực bảo vệ những đứa trẻ.
  - Shigeru Sahara (佐原 家 Sahara Shigeru?, 1-47): là con trai cả trong gia đình Sahara. Cậu ngưỡng mộ Kotaro như một hình tượng đàn ông lý tưởng. Một cậu bé dũng cảm không có súng và đang học lớp 5. Ước mơ của cậu là trong tương lai sẽ trở thành một phi hành gia. Ngay từ đầu, cậu thường dính líu đến âm mưu của Crisis nhưng khi được đưa đến thế giới quái vật, cậu mới biết Kotaro chính là RX. Khi đó, cậu tuyên bố "Tôi cũng là một chiến binh chiến đấu chống lại Đế chế khủng hoảng" và cậu trưởng thành về mặt tinh thần, chẳng hạn như không kể bí mật của Kotaro cho ai khác ngoài em gái mình.
  - Hitomi Sahara (佐原 ひとみ Sahara Hitomi?, 1-47): là con gái út trong gia đình Sahara. Tuy khoẻ hơn anh trai dù mới chỉ học lớp 1 nhưng cái miệng hơi nhạt là khuyết điểm trong pha bóng, nhiều lần cô đã suýt tiết lộ RX chính là Kotaro. Sau khi bị Maribaron bắt cóc để thay thế cho con gái yêu quý của Emperor Crisis, Princess Garonia, cô đã bị tẩy não thành Công chúa Garonia dưới hình dạng người lớn bằng một nghi lễ ở Thung lũng Phép màu và cũng đã tấn công chống lại Kotaro (RX), Joe of Haze và Shigeru. Tuy nhiên, trí nhớ của Hitomi không hoàn toàn biến mất và cô đã lấy lại được chính mình bằng cách thuyết phục bản thân ngăn chặn cái chết cận kề có thể xảy ra của anh trai Shigeru và Kotaro.
- Goro (吾郎 Gorō?, 6, 14, 20, 26, 35, 37, 40 & 45-47): là một đầu bếp làm việc tại Sahara Airlines. Cơm cà ri là món ăn đặc trưng mà anh hay làm. Anh có một cô bạn gái là đồng nghiệp phụ trách phục vụ tên là Shichiko. Anh không chiến đấu thể lực chống lại Crisis, vì anh không phải là một chiến binh. Anh chiến đấu bằng tinh thần vì chuyên môn của anh là nấu ăn, anh đã giúp phục vụ một số món ngon cho các anh hùng của chúng ta. Tuy trong khi giúp Kotaro, anh hay gặp rắc rối nhưng cũng có một khía cạnh mà anh có một cái nhìn sâu sắc, chẳng hạn như nhanh chóng phát hiện ra rằng Gynaninpo, người hồi sinh như một quái vật thế giới linh hồn, đã biến thành Kamen Rider 1 (tập 45). Từ giữa bộ phim, anh cũng đã biết Kotaro là RX.
- Hayato Hayami (早見 隼人 Hayami Hayato?, 2-12): là một Trợ lý cảnh sát của Cục Điều tra Đặc biệt của Sở Cảnh sát Thủ đô. Anh theo đuổi Kotaro vì anh ấy có năng lực dị thường, nghi ngờ Kotaro và tin rằng anh là một kẻ gây rối. Vì lí do đó mà anh ta thường xuyên tham gia vào hoạt động của Crisis và gặp rất nhiều rắc rối. Lần cuối cùng xuất hiện trong tập 12, anh bị Maribaron đánh bất tỉnh sau khi bà lợi dụng anh bắt Kotaro vì bà. Anh không xuất hiện kể từ tập 13.
- Kengo & Saburo (健吾&三郎 Kengo & Saburō?, 1-39): là bạn của Shigeru Sahara. Kengo thì đeo kính còn Saburo thì to cao hơn. Hai cậu thường tham gia vài việc khám phá âm của Crisis Empire cùng với Shigeru.

| Kamen Rider 1        | Takeshi Hongo    |
| Kamen Rider 2        | Hayato Ichimonji |
| Kamen Rider V3       | Shiro Kazami     |
| Riderman             | Joji Yuki        |
| Kamen Rider X        | Keisuke Jin      |
| Kamen Rider Amazon   | Daisuke Yamamoto |
| Kamen Rider Stronger | Shigeru Jo       |
| Skyrider             | Hiroshi Tsukuba  |
| Kamen Rider Super-1  | Kazuya Oki       |
| Kamen Rider ZX       | Ryo Murasame     |

## Crisis Empire
Crisis Empire (クライシス帝国 Kuraishisu Teikoku) là một đế chế ngoài hành tinh, được cai trị bởi hoàng đế cùng tên. Nhóm người ngoài hành tinh này cố gắng xâm chiếm Trái Đất. Chúng luôn cố gắng biện minh cho cuộc xâm lược và kế hoạch của chúng để tiêu diệt loài người. Chúng cũng tuyên bố rằng hành tinh nhà của chúng đang bị hút vào một lỗ đen. Vì chúng nghĩ rằng con người không thực sự quan tâm đến Trái Đất, Đế chế Khủng hoảng cho rằng việc chúng chiếm lấy Trái Đất là đúng đắn nhưng bị Kotaro Minami phản đối.

### Hoàng đế khủng hoảng
Emperor Crisis (クライシス皇帝 Kuraishisu Kōtei): là nhà độc tài cầm quyền của Crisis Empire, người đầu tiên không được nhìn thấy nhưng được nhắc đến nhiều lần trong suốt bộ phim. Hắn có thể giải phóng các bu-lông điện sinh ra từ mắt có khả năng nổ và nâng người bằng điện, có một cặp xúc tu có thể làm biến đổi cơ thể, bắn tia laser từ đôi mắt nhỏ hơn, phóng ra năng lượng từ miệng và dịch chuyển tức thời. Ông sống ở Crisis City tại quê nhà của Empire. Ông đã chinh phục Thế giới Quỷ trong quá khứ xa xôi, biến nó từ một thế giới hòa bình thành một thế lực phổ quát công nghiệp mở rộng móng vuốt của nó lên nhiều hành tinh. Tuy nhiên, do chính sách của Emperor, hoàn toàn coi thường bản chất của Thế giới Quỷ, môi trường của nó đã bị phá hủy và chính hành tinh này đang dần chết đi, hướng đến sự hủy diệt hoàn toàn. Nhằm mục đích cứu đế chế của mình, Crisis đã phái quân đội của mình chiếm lấy Trái Đất, lên kế hoạch tiêu diệt loài người và di chuyển dân số Crisis khỏi thế giới nguyên thủy của họ để cai trị Trái Đất. Để kiểm tra sự thiếu tiến bộ của nơi bị xâm lược, cuối cùng hắn chịu trách nhiệm về hoạt động được ngụy trang thành Dasmader, một thanh tra cấp cao được cho là do chính Hoàng đế phái đến khi nó thực sự là một cơ thể thứ hai của ông. Sau nhiều thất bại, Lord Crisis cuối cùng đã cho Black RX cơ hội thay thế General Jark và trở thành cánh tay phải mới của hắn hoặc thậm chí cai trị Trái Đất nếu anh đồng ý với kế hoạch của mình. Khi bị từ chối, ông đối mặt với Black RX với tư cách là Dasmader, cố gắng tiêu diệt Black RX bằng Crisis Fortress, chỉ để RX theo hắn vào đó. Black RX cuối cùng cũng nhìn thấy Crisis từ không gian và nhận ra rằng nó giống hệt Trái Đất. Trên thực tế, Hoàng đế tuyên bố rằng Crisis là một thế giới phản chiếu đối với Trái Đất và nó sẽ chết vì ô nhiễm Trái Đất và sự xấu xa của loài người, chỉ vì Black RX từ chối đề nghị của mình, khẳng định rằng chính sách của Hoàng đế sẽ khiến cả hai bị phá huỷ. Sau khi bị đánh bại dưới thân phận Dasmader, ông tiết lộ mình, xuất hiện như một người ngoài hành tinh khổng lồ trong nỗ lực cuối cùng để đánh bại Black RX. Hắn bị phá hủy bởi Revolcane của RX và thế giới quỷ dữ nổ tung khi nó được liên kết với ông. Trong khi chết, hắn tuyên bố rằng chừng nào tà ác của loài người còn tồn tại, họ sẽ sinh ra một Khủng hoảng mới và ông sẽ trở lại cùng với nó.

### Crisis Empire general
- General Jark (ジャーク将軍 Jāku Shōgun?, 1-26, Kamen Rider: Run All Over the World & 27-46): là một nhà lãnh đạo quân sự của đế chế và chỉ huy tối cao của quân đội xâm lược. Ông đeo mặt nạ vàng và áo choàng đen, mang theo một lượng lớn binh lính giải phóng luồng điện màu vàng. Jark có được lòng trung thành của hầu hết binh lính dưới quyền khi ông dẫn đầu các cuộc tấn công cho đến khi Crisis đến. Ông thực sự quan tâm đến cấp dưới của mình và thậm chí cứu Maribaron khỏi bị giết bởi Dasmader, cố gắng trả thù cho Gatezawn và Bosgun sau khi cả hai bị tiêu diệt bởi RX. Đến cuối phim, ông bị Crisis biến thành một chiến binh mạnh mẽ hơn tên là Jark Midler (ャ ー クJāku Midora?) để giết RX. Ở dạng này, ông sở hữu sức mạnh siêu phàm, một thanh kiếm lớn và tia laze từ mắt. Jark Midler dễ dàng sát hại cha mẹ Sahara trong khi X và Amazon giải cứu những đứa trẻ Sahara khỏi tay ông. Sau đó, ông dễ dàng đánh bại V3 và Riderman, thách đấu tay đôi với Black RX. Khi ông ở giữa trận chiến, những đứa trẻ Sahara đã thất bại trong việc giết ông, nhưng RX ở dạng RoboRider đã che chắn cho bọn trẻ. Jark đã bị giết bởi RX với Revolcane sau một trận chiến dài. Gần chết, Jark thoái lui về hình dạng bình thường và tuyên bố rằng Crisis quá mạnh ngay cả đối với RX.
- Maribaron / Intelligence Staff Officer Maribaron (マリバロン／諜報参謀マリバロン Maribaron / Chōhō Sanbō Maribaron?, 1-24, Kamen Rider: Run All Over the World & 27-47): là một vị tướng xuất thân từ một gia đình quý tộc bên ngoài Crisisians có tình cảm với Jark. Sĩ quan tình báo Maribaron phụ trách Supernatural Unit. Bà trông giống người mặc áo giáp đỏ đen, sử dụng chiếc lông màu vàng trên mũ bảo hiểm làm phi tiêu hoặc để gửi tin nhắn, cùng với việc dùng roi điện từ, thở lửa, gọi hồn và chuỗi năng lượng từ trán bà dùng để kiềm chế đối thủ. Bà chăm sóc đồng đội của mình, trưng bày nó khi người thừa kế còn sống của Lord Crisis, Garonia chết trong một tai nạn kỳ quái dưới sự canh gác của họ và bà cố gắng che đậy nó bằng cách bắt cóc Hitomi để thế chỗ cô. Mặc dù Jark đã biết được sự thật, ông cho phép Maribaron đưa cô gái đến Thung lũng kỳ diệu để hoàn thành kế hoạch của mình. Nhưng khi Kotaro cứu Hitomi, Maribaron được Jark khuyên nên lập một báo cáo sai lệch rằng công chúa đã bị giết bởi RX. Khi Granzyrus đến, Maribaron đã hồi sinh linh hồn của 10 binh sĩ Kotaro giết để kết liễu các Rider khác. Cuối cùng bà đã bị sốc khi biết rằng Dasmader là cơ thể di động của Grand Lord Crisis. Bà đã bị Crisis giết khi phản đối quyết định của hắn rằng muốn RX tham gia cùng họ.
- Bosgan / Naval Commander Bosgun (ボスガン／海兵隊長ボスガン Bosugan / Kaihei Taichō Bosugan?, 1-8, 10-16, 18-26, Kamen Rider: Run All Over the World & 27-44): là một người Crisisian cao lớn mặc áo khoác hải quân màu xanh lục và quần trắng, tay cầm một thanh kiếm điện và dao găm lởm chởm. Tư lệnh hải quân Bosgun phụ trách Man-Beast / Mutant Unit. Ông đội một chiếc mũ bảo hiểm màu trắng với tấm che mặt màu đỏ và khuôn mặt nhỏ xíu trên trán, dường như là khuôn mặt thật của ông. Ông đã từng âm mưu chiếm lấy vị trí của General Jark nhưng kế hoạch của ông đã bị phá vỡ khi một trong những thanh kiếm của ông bị chính General Jark phá hủy khi phát hiện ra sự phản bội của ông khi thua RX hai lần. Ông đã chết khi chiến đấu vì bị Revolvcane đâm trong khi Granzyrus đến.
- Gatezawn / Armored Captain Gatezone (ガテゾウン／機甲隊長ガテゾーン Gatezōn / Kikō Taichō Gatezōn?, 1-8, 10-15, 18-25, Kamen Rider: Run All Over the World & 27-43): Một người máy màu xanh đi xe đạp trong chiếc áo khoác da, quần lửng và một con mắt đỏ trên mặt. Đại uý thiết giáp Gatezone phụ trách Robot Unit, thỉnh thoảng ông lại chiến đấu với Black RX. Ông được trang bị một máy blaster hai nòng bắn tia laser và một chiếc mô tô mạnh mẽ có tên "Storm Dagger". Gatezone có khả năng tách đầu mình ra khỏi cơ thể. Cơ thể ông vẫn có thể tự di chuyển mà không cần đầu. Trong tập cuối của mình, ông đã chết khi chiến đấu với Black RX trong khi cố gắng đánh bom tự sát (với phần đầu tách ra khỏi cơ thể), chỉ còn lại phần đầu trước khi nó bị vỡ bởi tia laser của chính mình khi bị phản chiếu bởi Black RX.
- Gedorian / Fanged Captain Gedorian (ゲドリアン／牙隊長ゲドリアン Gedorian / Kibataichō Gedorian?, 1-15, 18-25, Kamen Rider: Run All Over the World & 27-42): Một sinh vật nhỏ bé, khác thường đã nợ Jark một mạng và là một trong những tay sai trung thành nhất của anh ta. Đại uý nanh tộc Gedorian phụ trách Alien Lifeforms Unit. Ông liên tục nhảy xung quanh và làm phiền người khác, và có thể bắn ra những tia năng lượng từ tay và trán. Ông là kẻ hèn nhát nhất và nhanh chóng bỏ qua một trận chiến trước khi nó kết thúc. Ông sớm bị Dasmader, Đại uý thiết giáp Gatezone và Tư lệnh hải quân Bosgun nhắm tới khi Grand Lord Crisis chuẩn bị tiêu diệt tất cả, nhưng ông đã sớm hy sinh mạng sống của mình để tránh cơn thịnh nộ của Crisis khi ông chuyển năng lượng của mình vào Gedoll Ridoll trước khi hình dạng quái vật của ông chết dưới tay Black RX.
- Dasmader / Colonel Dasmader (ダスマダー／ダスマダー大佐 Dasumadā / Dasumadā Taisa?, 28-30 & 33-47): Được gửi tới bởi Emperor Crisis, Đại tá Dasmader là một thanh tra viên có nhiệm vụ đưa nhóm xâm lược trở lại đúng hướng, nhận được sự khinh miệt hoàn toàn của các đồng nghiệp vì sự kiêu ngạo của ông. Ông được trang bị một thanh kiếm và có thể phóng những quả cầu lửa từ con báo trên đầu đủ mạnh để nổ đá. Dasmader có thể bắn tia laser màu xanh lá cây, với hình dạng đầu rồng từ mũ bảo hiểm để chiến đấu. Ông gần như đã bị giết bởi cả General Jark và Black RX: Dasmader bị Jark Shougun đâm sau lưng khi Jark đang cố gắng cứu Maribaron khỏi bị giết trong khi RX ném thành công Revolcane vào cơ thể ông và ông đã phát nổ, nhưng sau đó đã cho thấy ông vẫn còn sống. Sau đó, ông dẫn dắt Gatezawn và Bosgun trong nỗ lực giết Gedorian để xoa dịu cơn giận của Lord Crisis. Trong tập 46, Maribaron phát hiện ra rằng ông thực sự là một con rối di động của Grand Lord Crisis. Trong tập 47, ông được triệu tập khi Black RX từ chối đề nghị của Crisis và kết quả là bị giết. Crisis sau đó tiết lộ bản thân sau khi Dasmader sụp đổ. Ông phục vụ như là cơ thể thứ hai của Grand Lord Crisis.

### Another
- Chaps (チャップ Chappu?): những người lính có 3 màu: xám, nâu và đen. Họ sau đó còn mặc thêm áo choàng. Những người lính cuối cùng bị tiêu diệt bởi 10 Kamen Rider ban đầu trước khi Black RX chiến đấu với Dasmader.
- Kaiman Senshi (カイマン戦士 Kaiman Senshi?): là những con quái vật Crisis Empire gây hại cho con người trong Kamen Rider Black RX và là những kẻ thù mà Black RX thường xuyên tiêu diệt.
- Chakram / Chief Cabinet Secretary Robo Chakram (チャックラム／官房長ロボチャックラム Chakkuramu / Kanbōchō Robo Chakkuramu?, 1-2, 4-5, 8, 12-15, 21, Kamen Rider: Run All Over the World, 37 & 47): Một robot nhỏ thông báo sự xuất hiện của Jark trước cấp dưới của mình và truyền tin nhắn từ chính Crisis. Chánh văn phòng nội các Robo Chakram đã bị Kamen Rider Black RX tiêu diệt trước trận chiến cuối cùng với Dasmader.
- Simulation Roborider (シミュレーションロボライダー Shimyurēshon Robo Raidā?, 26): Một bản sao cơ khí Roborider form của Kamen Rider Black RX, Simulation Roborider là một bản dựng của Crisis Empire với mục đích duy nhất là kiểm tra sức mạnh thanh kiếm mới của Naval Commander Bosgun. Với một cú đánh, con robot đã bị phá hủy hoàn toàn.
- Gynaninpo / Fake Kamen Rider 1 (ジーナ忍法／偽仮面ライダー1号 Jīnaninpō / Nise Kamen Raidā Ichigō?, 37): là một con quái vật vượn dẫn dắt Devil Beastman Ninja Corps. Gynaninpo được trang bị một cây ba toong có thể kéo dài trong trận chiến mà anh ta có thể bắn chùm tia từ đó. Anh ta cũng có thể giả định hình dạng của bất cứ ai anh ta chọn. Sau khi Quân đoàn Ninja Thú Quỷ tấn công một ngôi làng miền núi và bắt giữ cư dân ở đó, họ và Gynaninpo đã tấn công Kotaro, Reiko và Goro khi họ ở trong rừng mặc dù họ đã được Joe cứu. Joe xâm nhập vào tòa nhà mà Bosgun giam giữ tù nhân bằng cách ngụy trang thành một Devil Beastman Ninja, cho đến khi cơn ho làm lộ thân phận của anh với Bosgun và Gynaninpo. Gynaninpo lấy Joe ra và nhận dạng của anh ta. Gynaninpo phái Devil Beastman Ninja Corps tấn công nơi Kotaro và Reiko tìm thấy những đứa trẻ đang lánh nạn. Kotaro đã chiến đấu với họ cho đến khi "Joe" đánh bại họ và dẫn họ đến nơi Bosgun giam giữ tù nhân. Sau khi Kotaro tìm thấy Joe thật, Gynaninpo rũ bỏ ngụy trang. Bosgun tiết lộ kế hoạch của mình với Kotaro và rời đi khi Gynaninpo và Quân đoàn Ninja Thú Quỷ chiến đấu với Kotaro. Kohtaro biến thành BioRider và giải thoát các tù nhân. BioRider và Gynaninpo đã chiến đấu bên ngoài khi BioRider tiêu diệt Devil Beastman Ninja Corps. Sau đó anh ta gọi Mach Jabber và đột kích BioRider. Gynaninpo leo lên một vách đá và tấn công BioRider, nhưng anh ta biến thành nước, tấn công Gynaninpo và đánh bật anh ta khỏi vách đá. BioRider trở lại Kamen Rider Black RX và sử dụng Revolcane của mình để giải giáp Gynaninpo trước khi tiêu diệt anh ta. Gynaninpo sau đó đã được Maribaron hồi sinh như một phần của Spirit World Inhumanoid Army và thậm chí còn mạo danh Kamen Rider 1.
- Công chúa Garonia (ガロニア姫 Garonia-hime?, 14-17): là người thừa kế Emperor Crisis, được tạo ra trực tiếp từ các tế bào của ông và sinh ra vào ngày 22 tháng 10 năm 1982. Do đó cô cũng là người tiếp theo sẽ thống trị Crisis Empire. Tuy nhiên hơn sáu năm sau, khi cô đang nhanh chóng trưởng thành thì cô đã chết trong một tai nạn kỳ quái. Sĩ quan tình báo Maribaron dẫn đầu một âm mưu phức tạp để thay thế công chúa như thể tai nạn chưa từng xảy ra nhằm giấu giếm sự thật với Hoàng đế Crisis. Điều này liên quan đến vụ bắt cóc một số cô gái từ Trái Đất có cùng ngày sinh với công chúa cũng như có một nốt ruồi đặc biệt, trong đó có Hitomi Sahara.

## Tập phim
Tập 11 bị hoãn một tuần và cuối cùng đã phát sóng vào ngày 15 tháng 1 năm 1989 vì Hoàng đế Hirohito qua đời vào ngày 7 tháng 1 năm 1989.
| Episode | Tên tập phim       | Tên tập phim                 | Tên tập phim                                          | Đạo diễn              | Biên kịch                             | Ngày phát sóng gốc   |
| Episode | Tiếng Nhật         | Phiên âm                     | Tiếng Việt                                            | Đạo diễn              | Biên kịch                             | Ngày phát sóng gốc   |
| ------- | ------------------ | ---------------------------- | ----------------------------------------------------- | --------------------- | ------------------------------------- | -------------------- |
| 1       | 太陽の子だ！RX     | Taiyō no Ko da! Āru Ekkusu   | Đứa con của mặt trời! RX                              | Yoshiaki Kobayashi    | Takashi Edzure                        | 23 tháng 10 năm 1988 |
| 2       | 光を浴びて！RX     | Hikari o Abite! Āru Ekkusu   | Đắm mình trong ánh sáng! RX                           | Yoshiaki Kobayashi    | Takashi Edzure                        | 30 tháng 10 năm 1988 |
| 3       | RX対風の騎士       | Āru Ekkusu Tai Kaze no Kishi | RX đấu với Hiệp sĩ gió Gynagiskhan                    | Masao Minowa          | Takashi Edzure                        | 6 tháng 11 năm 1988  |
| 4       | 光の車ライドロン   | Hikari no Kuruma Raidoron    | Chiếc xe ánh sáng, Ridoron                            | Masao Minowa          | Takashi Edzure                        | 13 tháng 11 năm 1988 |
| 5       | 洞窟探検の落し穴   | Dōkutsu Tanken no Otoshi Ana | Cạm bẫy trong chuyến thám hiểm hang động              | Junmochi Tsutabayashi | Takashi Edzure                        | 20 tháng 11 năm 1988 |
| 6       | 怪魔ＥＴ大暴れ！   | Kaima Ī Tī Ō Abare!          | Cuộc nổi loạn vĩ đại của người ngoài hành tinh kỳ lạ! | Junmochi Tsutabayashi | Takashi Edzure                        | 27 tháng 11 năm 1988 |
| 7       | ＳＯＳ！友情の輪   | Esu Ō Esu! Yūjō no Wa        | Tín hiệu SOS! Câu chuyện về tình bạn                  | Makoto Tsuji          | Takashi Edzure                        | 4 tháng 12 năm 1988  |
| 8       | パパとママの秘密   | Papa to Mama no Himitsu      | Bí mật của Papa và Mama                               | Makoto Tsuji          | Kenichi Araki                         | 11 tháng 12 năm 1988 |
| 9       | マリバロンの妖術   | Maribaron no Yōjutsu         | Ma thuật của Maribaron                                | Masao Minowa          | Kyōko Sagiyama                        | 18 tháng 12 năm 1988 |
| 10      | ニセ者でドッキリ   | Nisemono de Dokkiri          | Bất ngờ với bản sao                                   | Masao Minowa          | Jun'ichi Miyashita                    | 25 tháng 12 năm 1988 |
| 11      | スクラップの反乱   | Sukurappu no Hanran          | Cuộc nổi dậy của phế liệu                             | Takeshi Ogasawara     | Jun'ichi Miyashita                    | 15 tháng 1 năm 1989  |
| 12      | 夢の中の暗殺者     | Yume no Naka no Ansatsusha   | Sát thủ trong những giấc mơ                           | Takeshi Ogasawara     | Jun'ichi Miyashita                    | 22 tháng 1 năm 1989  |
| 13      | 狙われた怪魔少女   | Nerawareta Kaima Shōjo       | Cô gái quỷ kỳ lạ bị tấn công                          | Noboru Matsui         | Kyōko Sagiyama                        | 29 tháng 1 năm 1989  |
| 14      | ひとみちゃん誘拐   | Hitomi-chan Yūkai            | Hitomi-chan bị bắt cóc                                | Noboru Matsui         | Takashi Edzure                        | 5 tháng 2 năm 1989   |
| 15      | ロボライダー誕生   | Robo Raidā Tanjō             | Robo Rider được khai sinh                             | Masao Minowa          | Takashi Edzure                        | 12 tháng 2 năm 1989  |
| 16      | 奇跡の谷の姫君     | Kiseki no Tani no Himegimi   | Công chúa của Thung lũng kỳ diệu                      | Masao Minowa          | Takashi Edzure                        | 19 tháng 2 năm 1989  |
| 17      | バイオライダー！   | Baio Raidā!                  | Bio Rider!                                            | Masao Minowa          | Takashi Edzure                        | 26 tháng 2 năm 1989  |
| 18      | 怪！夢の空中遊泳   | Kai! Yume no Kūchū Yūei      | Bí ẩn! Giấc mơ bơi trong không khí                    | Takeshi Ogasawara     | Takashi Edzure                        | 5 tháng 3 năm 1989   |
| 19      | 恐怖の人工太陽！   | Kyōfu no Jinkō Taiyō!        | Mặt trời nhân tạo đáng sợ!                            | Takeshi Ogasawara     | Kenichi Araki                         | 12 tháng 3 năm 1989  |
| 20      | バナナを喰う鬼     | Banana o Kū Oni              | Quỷ ăn chuối                                          | Noboru Matsui         | Takashi Edzure                        | 19 tháng 3 năm 1989  |
| 21      | 愛と友情の戦線     | Ai to Yūjō no Sensen         | Mặt trận của tình yêu và tình bạn                     | Noboru Matsui         | Jun'ichi Miyashita                    | 26 tháng 3 năm 1989  |
| 22      | シャドームーン！   | Shadō Mūn!                   | Shadow Moon!                                          | Masao Minowa          | Jun'ichi Miyashita                    | 2 tháng 4 năm 1989   |
| 23      | ブタになったRX     | Buta ni Natta Āru Ekkusu     | RX trở thành một con lợn                              | Masao Minowa          | Kyōko Sagiyama                        | 9 tháng 4 năm 1989   |
| 24      | パパはドラキュラ   | Papa wa Dorakyura            | Papa là Dracula                                       | Junmochi Tsutabayashi | Jun'ichi Miyashita                    | 16 tháng 4 năm 1989  |
| 25      | さそり座の花嫁     | Sasoriza no Hanayome         | Cô dâu cung Bọ cạp                                    | Junmochi Tsutabayashi | Takashi Edzure                        | 23 tháng 4 năm 1989  |
| 26      | ボスガンの反撃     | Bosugan no Hangeki           | Cuộc phản công của Bosgun                             | Takeshi Ogasawara     | Takashi Edzure                        | 30 tháng 4 năm 1989  |
| 27      | 大逆襲！影の王子   | Dai Gyakushū! Kage no Ōji    | Cuộc phản công vĩ đại! Hoàng tử của Bóng tối          | Takeshi Ogasawara     | Jun'ichi Miyashita                    | 7 tháng 5 năm 1989   |
| 28      | 皇帝陛下の代理人   | Kōtei Heika no Dairinin      | Cận thần của Hoàng đế hùng vĩ                         | Masao Minowa          | Kyōko Sagiyama                        | 14 tháng 5 năm 1989  |
| 29      | 水のない世界       | Mizu no Nai Sekai            | Một thế giới không có nước                            | Takeshi Ogasawara     | Takashi Edzure                        | 21 tháng 5 năm 1989  |
| 30      | 明日なき東京砂漠   | Ashita Naki Tōkyō Sabaku     | Sa mạc Tokyo không có ngày mai                        | Takeshi Ogasawara     | Takashi Edzure                        | 28 tháng 5 năm 1989  |
| 31      | 怪魔界を見た女     | Kaimakai o Mita Onna         | Người phụ nữ nhìn thấy thế giới ác quỷ                | Junmochi Tsutabayashi | Kyōko Sagiyama                        | 4 tháng 6 năm 1989   |
| 32      | 愛と希望の大空     | Ai to Kibō no Ōzora          | Bầu trời của tình yêu và hy vọng                      | Junmochi Tsutabayashi | Kyōko Sagiyama                        | 11 tháng 6 năm 1989  |
| 33      | 瀬戸大橋の大決戦   | Setoōhashi no Dai Kessen     | Trận chiến cầu Seto vĩ đại                            | Masao Minowa          | Jun'ichi Miyashita                    | 18 tháng 6 năm 1989  |
| 34      | 四国空母化計画！！ | Shikoku Kūboka Keikaku!!     | Kế hoạch máy bay Shikoku!!                            | Masao Minowa          | Jun'ichi Miyashita                    | 25 tháng 6 năm 1989  |
| 35      | 光太郎指名手配！！ | Kōtarō Shimeitehai!!         | Kotaro bị truy nã!!                                   | Takeshi Ogasawara     | Jun'ichi Miyashita                    | 2 tháng 7 năm 1989   |
| 36      | ヒーローは誰だ！？ | Hīrō wa Dare da!?            | Ai là anh hùng!?                                      | Takeshi Ogasawara     | Jun'ichi Miyashita                    | 9 tháng 7 năm 1989   |
| 37      | 牙むく獣人忍者隊   | Kiba Muku Jūjin Ninja Tai    | Fanged Beastman Ninja Corps                           | Junmochi Tsutabayashi | Takashi Edzure                        | 16 tháng 7 năm 1989  |
| 38      | 白骨ケ原の妖舞団   | Hakkotsugahara no Yōbu Dan   | Dance Troop độc ác của vùng đất xương trắng           | Junmochi Tsutabayashi | Takashi Edzure                        | 23 tháng 7 năm 1989  |
| 39      | 爆走！ミニ４ＷＤ   | Bakusō! Mini Yon Daburu Dī   | Vụ nổ di động! 4WD mini                               | Masao Minowa          | Takashi Yamada                        | 30 tháng 7 năm 1989  |
| 40      | ユーレイ団地の罠   | Yūrei Danchi no Wana         | Cạm bẫy tại căn nhà ma quái                           | Masao Minowa          | Jun'ichi Miyashita                    | 6 tháng 8 năm 1989   |
| 41      | 百目婆ァの恐怖     | Todome Babaa no Kyōfu        | Sự đáng sợ của mụ già 100 mắt                         | Takeshi Ogasawara     | Takashi Edzure                        | 13 tháng 8 năm 1989  |
| 42      | 四隊長は全員追放   | Yon Taichō wa Zen'in Tsuihō  | Bốn chỉ huy bị trục xuất                              | Takeshi Ogasawara     | Kyōko Sagiyama                        | 20 tháng 8 năm 1989  |
| 43      | 敗れたり！RX       | Yaburetari! Āru Ekkusu       | Bị đánh bại! RX                                       | Noboru Matsui         | Jun'ichi Miyashita & Ryusaku Murayama | 27 tháng 8 năm 1989  |
| 44      | 戦え！全ライダー   | Tatakae! Zen Raidā           | Chiến đấu đi! Tất cả Riders                           | Noboru Matsui         | Takashi Edzure                        | 3 tháng 9 năm 1989   |
| 45      | 偽ライダーの末路   | Nise Raidā no Matsuro        | Ngày tàn của Rider giả mạo                            | Masao Minowa          | Takashi Edzure                        | 10 tháng 9 năm 1989  |
| 46      | ライダーの総突撃   | Raidā no Sō Totsugeki        | Cuộc tổng tấn công của Riders                         | Masao Minowa          | Takashi Edzure                        | 17 tháng 9 năm 1989  |
| 47      | 輝ける明日         | Kagayakeru Ashita            | Một ngày mai tươi sáng!                               | Masao Minowa          | Takashi Edzure                        | 24 tháng 9 năm 1989  |

## Movie

### Movie
- 1989: Kamen Rider: Run All Over the World (仮面ライダー 世界に駆ける Kamen Raidā Sekai ni Kakeru?)

### TV special
- 1988: Kamen Rider 1 Through RX: Big Gathering (仮面ライダー１号～ＲＸ大集合 Kamen Raidā Ichigō~Āru Ekkusu Daishūgō?)

## Diễn viên
- Tetsuo Kakimoto / Tetsuo Kurata (柿本哲夫/倉田てつを Kakimoto Tetsuo / Kurata Tetsuo?): Kotaro Minami
- Jun Koyamaki / Makoto Sumikawa (高野槇じゅん/澄川真琴 Kōyamaki Jun / Sumikawa Makoto?): Reiko Shiratori
- Rikiya Koyama (小山力也 Koyama Rikiya?): Joe the Haze
- Megumi Ueno (上野めぐみ Ueno Megumi?): Kyoko Matoba
- Makoto Akatsuka (赤塚真人 Akatsuka Makoto?): Shunkichi Sahara
- Eri Tsuruma (鶴間エリ Tsuruma Eri?): Utako Sahara
- Go Inoue (井上豪 Inoue Gō?): Shigeru Sahara
- Shoko Imura (井村翔子 Imura Shōko?): Hitomi Sahara
- Seizo Kato (加藤精三 Katō Seizō?, 1-44) → Hidekatsu Shibata (柴田秀勝 Shibata Hidekatsu?, 45 & 46): General Jark (giọng nói)
- Atsuko Takahata (高畑淳子 Takahata Atsuko?): Maribaron
- Shozo Iizuka (飯塚昭三 Iizuka Shōzō?): Bosgun (giọng nói)
- Toshimichi Takahashi (高橋利道 Takahashi Toshimichi?): Gatezone (giọng nói)
- Kazunori Naito / Kazunori Arai (内藤一典/新井一典 Naitō Kazunori / Arai Kazunori?): Gedorian (giọng nói)
- Tetsuya Matsui (松井哲也 Matsui Tetsuya?): Dasmader
- Jo Onodera (小野寺丈 Onodera Jō?): Goro
- Minoru Tanaka / Minoru Sawatari (佐渡稔 Sawatari Minoru?): Hayato Hayami
- Shingo Kataoka (片岡伸吾 Kataoka Shingo?): Kengo
- Yoshimi Nakajima (中島義実 Nakajima Yoshimi?): Saburo
- Atsuo Mori (森篤夫 Mori Atsuo?): Chakram (giọng nói)
- Takuzo Kamiyama (神山卓三 Kamiyama Takuzō?): Gynaninpo (giọng nói)
- Maho Maruyama (丸山真歩 Maruyama Maho?): Princess Garonia / Teenager Hitomi
- Masaki Terasoma (寺杣昌紀 Terasoma Masaki?): Shadow Moon (giọng nói)
- Teiji Omiya (大宮悌二 Ōmiya Teiji?): King Stone (giọng nói)
- Goro Naya (納谷悟朗 Naya Gorō?): Emperor Crisis (giọng nói)
- Issei Masamune (政宗一成 Masamune Issei?) - Người dẫn chuyện.

## Nhạc phim
Opening theme
- "Kamen Rider Black RX" (仮面ライダーBLACK RX Kamen Raidā Burakku Āru Ekkusu?)
  - Lyrics: Chinfa Kan
  - Composition & Arrangement: Eiji Kawamura
  - Artist: Takayuki Miyauchi

Ending theme
- "Dareka ga Kimi o Aishiteru" (誰かが君を愛してる? "Someone Loves You")
  - Lyrics: Chinfa Kan
  - Composition: Tetsuji Hayashi
  - Arrangement: Eiji Kawamura
  - Artist: Takayuki Miyauchi

## Other media

### Manga
1. The Moment of Birth, RX (誕生の刻・RX Tanjō no Koku RX?)
2. Kamen Rider Black RX (Televi-kun manga) (仮面ライダーBLACK RX Kamen Raidā Burakku Āru Ekkusu?)
3. Kamen Rider Black RX (TV Land manga) (仮面ライダーBLACK RX Kamen Raidā Burakku Āru Ekkusu?)
4. RX in Summer, to the Sea (夏のRX・海へ Natsu no RX Umi E?)
5. Kamen Rider Black RX (1989 manga) (仮面ライダーBLACK RX Kamen Raidā Burakku Āru Ekkusu?)
6. 11 Kamen Riders Senki (仮面ライダー１１戦記 Kamen Raidā Irebun  Senki?)
7. Space-Time Hero: Kamen Rider (時空英雄 仮面ライダー Jikū Eiyū Kamen Raidā?)
8. Space 11: Kamen Rider Galaxy Battle (宇宙の11・仮面ライダー銀河大戦 Uchū no Ju Ichi Kamen Raidā Ginga Taisen?)

### S.I.C. Hero Saga
1. After 0

Các SIC Saga câu chuyện Hero Đen RX chạy trong tháng Hobby Japan trong tháng 12 năm 2002 thông qua các vấn đề tháng 3 năm 2003. Với tiêu đề Masked Rider Đen RX: Sau 0 (Masked Rider BLACK RX -Sau 0- Kamen Raida Burakku Aru Ekkusu: Afutā Zero, ?), Kể về câu chuyện của những gì đã xảy ra sau đêm chung kết của Đen RX. Nó có tính năng các nhân vật gốc RX trắng (Một RX) (白いRX (アナザーRX) Shiroi Aru Ekkusu (Anazā Aru Ekkusu) ?), Shadow Moon với quyền hạn RX, và Vua Creation (Một bóng trăng) (創生王(アナザーシャドームーン) Sōseiō (Anazā Shado Mun) ?), kết quả của bóng trăng hấp thụ cả king Stones.
tiêu đề Chương
1. Ngày Ceremonial (Shiki-Jitsu Shikijitsu ?)
2. Dazzling (mê Genwaku ?)
3. 'S Demise Trái Đất (đất của sự sụp đổ Shuen Không Chí ?)
4. King of Dreams (夢幻の王Mugen không O ?)

## Other Songs
- "Unmei No Senshi" (運命の戦士? "Soldier of Destiny")
  - Lyrics: Chinfa Kan
  - Composition: Tetsuji Hayashi
  - Arranger: Ishida Katsunori
  - Artist: Takayuki Miyauchi
- "Senjou No Rider RX" (戦場のライダー RX? "Soldier of the battlefield RX")
  - Composition: Michiaki Watanabe
  - Arranger: Ishida Katsunori
  - Artist: Takayuki Miyauchi
- "Hikari No Senshi" (光の戦士? "Soldier of Light")
  - Lyricist: Chinfa Kan
  - Composer: Eiji Kawamura
  - Singer: Takayuki Miyauchi
- "Gekishin! RX" (激進 RX? "Dash! RX")
  - Lyrics: Shotaro Ishinomori
  - Composition: Michiaki Watanabe
  - Arranger: Ishida Katsunori
  - Artist: Takayuki Miyauchi
- "Battle! Oh RX" (バトル Oh! RX? "Battle Oh! RX")
  - Lyrics: Chinfa Kan
  - Composition: Tetsuji Hayashi
  - Arranger: Ishida Katsunori
  - Artist: Takayuki Miyauchi
- "Towa No Tame Ni Kimi No Tame Ni" (永遠のために君のために? "For Eternity And For You")
  - Lyrics: Yoshikatsu Hiraide
  - Composition: Eiji Kawamura
  - Arranger: Katsunori Ishida
  - Artist: Ichirou Mizuki
- Kuroi Yuusha
- Subete wa Kimi wo Ai Suru Tame Ni
- 11 Rider Dai-Sanka